# Manuel María Gutiérrez Flores
Manuel María de Jesús Gutiérrez Flores (Heredia, 3 de septiembre de 1829 - San José, el 25 de diciembre de 1887) fue un músico, compositor y militar costarricense. Es el autor de la música del Himno Nacional de Costa Rica, cuya primera ejecución se dio a las doce del día del 11 de junio de 1852, cuando el presidente Juan Rafael Mora Porras recibía a las delegaciones de los Estados Unidos y Gran Bretaña. Fue veterano de la Campaña Nacional de 1856-1857, habiendo llegado al ostentar el grado de Capitán del Ejército de la República. También es el autor de la música de la Patriótica costarricense.

## Su entorno familiar
El bisabuelo de Manuel María de Jesús Gutiérrez Flores (1829-1887) fue el Capitán Cayetano Gutiérrez Guerrero (1736-1817), de origen cartaginés, nacido en 1736, pero radicado en Heredia por muchos años. Se casó alrededor de 1760 en Heredia con Bárbara Ruiz Arias (1744-1795), matrimonio del que nacieron al menos catorce hijos. Uno de ellos fue Francisco Anselmo Gutiérrez (1764-1827), nacido en Heredia en 1764, quien se casó con Manuela Gertrudis Flores Porras, nacida en Heredia en 1765, quienes procrearon al menos doce hijos. Una de sus hijas, Dámasa Gutiérrez Flores, fue la esposa de Dámaso Lizano Avendaño, y son los padres de Saturnino Lizano Gutiérrez (1826-1905), de Joaquín Lizano Gutiérrez (1829-1901) y de al menos una hija más. Otra de las hijas de Francisco Anselmo y de Manuela Gertrudis, de nombre María Ramona Gutiérrez Flores (1808-1891), se casó con Rudecindo de la Guardia Robles (1809-1862), y son ellos los padres del General Tomás Guardia Gutiérrez (1831-1882) y de al menos ocho hijos más. Un segundo hijo de don Cayetano Gutiérrez Guerrero y de Bárbara Ruiz Arias, de nombre Eusebio Gutiérrez Ruiz, nacido en Heredia en 1771, se casó con Anna María Flores Porras, nacida en Heredia en 1774 -hermana de la mencionada Manuela Gertrudis Flores Porras- quienes procrearon al menos seis hijos. Una de las hijas de este segundo matrimonio Gutiérrez Flores, de nombre Anna María Gutiérrez Flores, nacida en Heredia en 1795, es la madre de don Manuel María de Jesús Gutiérrez Flores (1829-1887). Valga señalar que don Cayetano Gutiérrez Guerrero, se casó en segundas nupcias, muy probablemente a inicios de 1796, con María Nicolasa Flores Porras, nacida en Heredia en 1770 -hermana de las mencionadas Manuela Gertrudis y Anna María Flores Porras, esposas de los dos hijos del mencionado Cayetano, y que desde entonces es su cuñada y madrastra-. De este tercer matrimonio Gutiérrez Flores nacieron al menos diez hijos. Una de sus hijas, Ramona de los Dolores Gutiérrez Flores (1808-1878), se casó con Raimundo Trejos Bogantes, y fueron los padres de José Gregorio Trejos Gutiérrez (1830-1903) y de al menos trece hijos más. Hay que observar, entonces que, dos hermanos Gutiérrez Ruiz -Francisco Anselmo y Eusebio- se casaron respectivamente con dos hermanas Flores Porras -Manuela Gertrudis y Anna María- y que el padre de ambos, Cayetano Gutiérrez Guerrero, se casó con la hermana de ambas, María Nicolasa Flores Porras, por lo que los hijos de los tres matrimonios tienen los mismos apellidos Gutiérrez Flores, que no deben confundirse. Además, cada uno de ellos tuvieron una hija de nombre “Ana”. Cayetano y María Nicolasa son los padres de Ana Gutiérrez Flores, esposa de Juan Manuel Paniagua Pérez; Francisco Anselmo y Manuela Gertrudis son los padres de Ana Josefa Gutiérrez Flores, esposa de Santiago Trejos Bogantes; y Eusebio y Anna María son los padres de la mencionada Anna María Gutiérrez Flores, quien no aparece con esposo registrado, y es la madre de Manuel María de Jesús Gutiérrez Flores (1829-1887), nacido en Heredia el 1 de septiembre de 1829, a quien en su partida de bautismo, del mismo septiembre de 1829, se le consigna como «hijo natural de Ana Gutiérrez» y en el acta matrimonial del 24 de octubre de 1856 se dice que es «hijo de la Sra. doña Ana Gutiérrez», tal como aparece en todos los documentos registrados. Hay que destacar que, por la familia paterna Gutiérrez Ruiz, los hermanos Saturnino Lizano Gutiérrez (1826-1905) y Joaquín Lizano Gutiérrez (1829-1901) son primos hermanos del General Tomás Guardia Gutiérrez (1831-1882) y que los tres son primos terceros de Manuel María de Jesús Gutiérrez Flores (1829-1887). Y por la familia materna Flores Porras, las tres hermanas mencionadas Flores Porras, son hijas de don Francisco Santiago Flores Escalante (1734-1795) y de doña Manuela Josefa Porras González (1735-1793), hermana de Juan Agustín Porras González (1730-1776) bisabuelo de don Juan Rafael Mora Porras (1814-1860), por lo que Manuel María de Jesús Gutiérrez Flores (1829-1887) es también su pariente, al igual que los anteriormente mencionados. Su madre, Anna María Gutiérrez Flores, además de a don Manuel María de Jesús, procreó tres hijos más, igualmente registrados como "naturales". Son ellos Juan Vicente Gutiérrez Flores (1826-1900) -Gobernador de la ciudad de Heredia- casado en 1851 con María de las Mercedes Zamora Sáenz (1834-1914), quienes tuvieron al menos cinco hijos, y, los gemelos nacidos en 1835, Ramón de Jesús y  doña Josefa Esmeralda Gutiérrez Flores (1835-1924) -conocida como Esmeralda-, esposa, desde 1850, del agricultor, empresario y político don Braulio Morales Cervantes (1824-1898), quienes tuvieron al menos dieciocho hijos; una de ellas doña María Josefa Delia Casimira Morales Gutiérrez (1882-1965) -conocida como Delia- esposa, desde 1922, de don Alfredo González Flores (1877-1962). Por su parte, don Manuel María de Jesús Gutiérrez Flores (1829-1887) se casa en Heredia, el 24 de octubre de 1856, con Joaquina Regina Umaña Orozco (1835-1910), quienes procrearon al menos siete hijos Gutiérrez Umaña. Valga decir que la mayor de sus hijas, Ana María Elisa del Rosario Gutiérrez Umaña, fue bautizada en 1859, en la Parroquia de Nuestra Señora de El Carmen en San José, por el Pbro. Francisco Calvo (1814-1889), Capellán del Ejército de la Campaña Nacional de 1856-1857, como una deferencia para su padre, pues lo hizo con autorización del párroco del lugar; el acta de bautismo respectiva lleva su firma. Don Manuel María de Jesús fallece el 25 de diciembre de 1887 en San José.

## Inicios de su carrera
Desde muy pequeño llamaba la atención por su habilidad para ejecutar el violín. El músico Damián Dávila (1800-1861), quien era natural de Nandaime en Nicaragua, se convirtió en su pariente cercano, luego que se casó con Antolina Gutiérrez Flores (1806-1872) -prima hermana de su madre Anna María Gutiérrez Flores por ambos costados, pues Antolina es hija de sus tíos Francisco Anselmo Gutiérrez Ruiz y de Manuela Gertrudis Flores Porras-. Siendo Damián Dávila (1800-1861) el primer maestro de música que tuvo y a su lado Manuel María se formó profesionalmente. El maestro Dávila llegado en 1816, fue el fundador de una familia que alcanzó renombre en el campo musical e intelectual en tierras costarricenses. 
El 13 de mayo de 1842 entra como flautín en el Cuartel Principal de San José y después de la caída de Morazán, se le nombró como tambor en Heredia. En la Semana Santa de 1843 desobedeció la orden de tocar y por ello fue arrestado ocho días, con lo que se perfilaba desde entonces su carácter rebelde y un tanto violento.
El 1 de enero de 1846 fue designado como director general de Bandas el maestro José Martínez, de quien habría de ser discípulo. El 1 de septiembre de ese mismo año, se le designa como Sargento primero de la Banda del Regimiento de Heredia y Tambor Mayor veterano. Este último título equivalía a ser el director de la Banda, cuando tiene solamente diecisiete años de edad. En sus funciones militares, participó activamente para suprimir los levantamientos contra el Gobierno 1847 y 1848, encabezados por los hermanos José María y Florentino Alfaro el primero, y por Juan Alfaro Ruiz, el segundo. De previo a su fallecimiento, el maestro José Martínez lo recomendó para el cargo de director general de Bandas, en el cual fue nombrado el 22 de marzo de 1852, a unos pocos días del fallecimiento de su maestro.

## Composición del Himno Nacional de Costa Rica

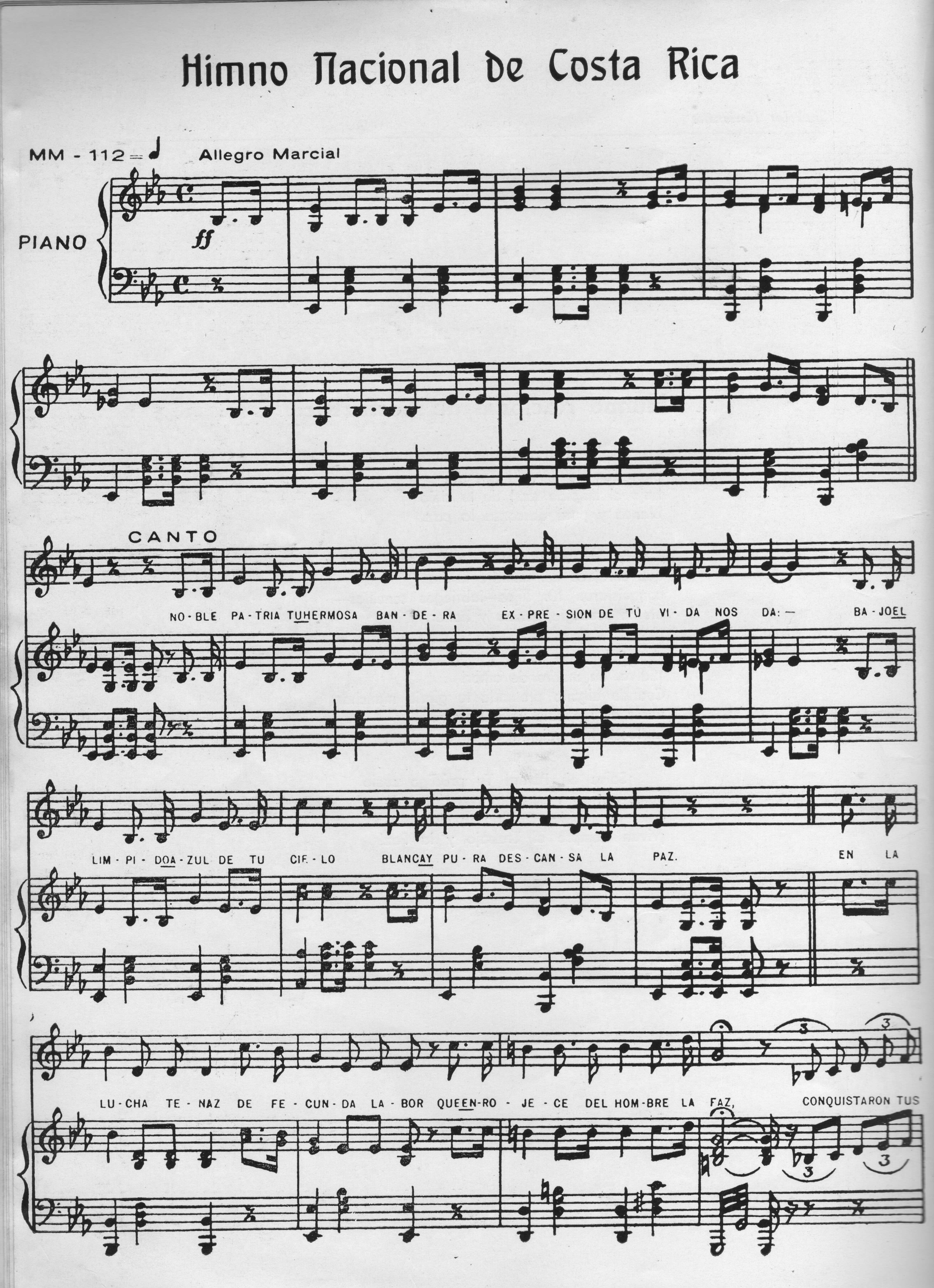
Música del Himno Nacional

En estos años, se planeaba construir un canal de navegación interoceánico a través de Nicaragua. Existía un claro interés de Estados Unidos y de Gran Bretaña, que podía desembocar en un conflicto, sumado al interés por los británicos sobre Mosquitia y finalmente que no estaban bien definidos los límites entre Costa Rica y Nicaragua. En una primera instancia, Estados Unidos y Gran Bretaña se reunieron en Washington el 30 de abril de 1852 y redactaron las proposiciones Webster-Crampton, que definían aspectos limítrofes entre Costa Rica y Nicaragua. 
Se designó como encargados de comunicar esos acuerdos a los países afectados, a los señores Charles L. Wyke, Cónsul General de Gran Bretaña y Robert M. Walsh, representante de Estados Unidos, quienes llegaron a San José el 6 de junio y el presidente Juan Rafael Mora Porras designó para recibirlos el día 11 siguiente. Dentro de los preparativos para la presentación de las credenciales, se determinó que no había Himno Nacional que interpretar y el presidente encargó a su pariente Manuel María Gutiérrez Flores (1829-1887) su composición, la que se habría dado en apenas una noche. Finalmente, el Himno Nacional de Costa Rica se ejecutó por primera vez el 11 de junio de 1852.
Circula la historia apócrifa de que Gutiérrez tuvo que componer la música del himno encerrado en una celda, por negarse a la orden que le dio el presidente Juan Rafael Mora Porras de componer el himno en veinticuatro horas. Bernal Martínez explica el origen de este mito:

Entre sus superiores militares, se encontraba el General José Joaquín Mora Porras, que [...] recibe de su hermano el encargo de preparar la recepción a los visitantes. El General Mora, pide a Gutiérrez que componga el himno, lo cual fue interpretado por algunos como una orden y no tanto como una petición. Esto se refuerza si se toma en cuenta que el músico —y eso sí es correcto—, se negó de momento alegando incapacidad y muy poco tiempo, justificándose así la versión del arresto. 

Pese a la divulgación que ha tenido semejante historia, lo cierto es que de acuerdo con estudios serios y detallados que incluyen testimonios del hijo menor de Gutiérrez, fallecido hace poco más de tres décadas, su padre, luego de consultar al francés Lafond, emprendió por varios días la no fácil tarea de creación del Himno Nacional. El lugar de trabajo fue su propia casa, ubicada en el centro de la capital y no una prisión. Según Víctor Gutiérrez Umaña —su hijo—, debió haber tardado por lo menos cuatro días en la composición de la música, debido a que además de la melodía principal, tenía que hacer la orquestación para la Banda de San José, encargada de ejecutar por primera vez las notas patrias..

## La Campaña de 1856
El 27 de junio de 1853, el presidente Mora Porras le concedió el grado de «Teniente de las Milicias Nacionales», en consideración a los grandes servicios prestados a la Patria. Para esa misma fecha se le recarga el puesto de Director de la Banda militar de San José. Con ocasión de la inauguración del Palacio Nacional de Costa Rica en 1855, compuso el vals «El Palacio» que fue de gran popularidad en la época, de un estilo romanticista y del cual no ha quedado actualmente ninguna partitura para conocerlo.
Al finalizar el año de 1855 se inicia una gran movilización nacional para contrarrestar el avance de William Walker en Nicaragua y a principios de 1856 forma parte de la movilización militar que parte de Liberia hacia la Hacienda Santa Rosa, de donde se expulsa a los filibusteros. Esa primera victoria lo motiva a escribir su también famosa «Marcha Santa Rosa», alrededor de la cual se ha generado una leyenda donde se cuenta que Manuel María Gutiérrez estaba escribiendo la marcha sobre una piedra, a la sombra de un árbol y de repente escuchó pasos de caballería, por lo que se subió al árbol y allí permaneció oculto hasta que pasaron de lado los jinetes. Carlos Meléndez Chaverri discrepa de la veracidad de esta historia, y por el contrario, señala que se ha establecido una cierta similitud entre esta marcha y la «Marcha de Cádiz», compuesta en 1820 en España, con ocasión de la marcha de Rafael de Riego para obligar a Fernando VII a restablecer la vigencia de la constitución.
Tras la jornada de Santa Rosa, las tropas costarricenses se posicionaron en la ciudad de Rivas el 8 de abril. El 11 de abril los filibusteros hicieron una avanzada dentro de la ciudad para apoderarse de puestos claves y poco a poco se atrincheraron en un mesón al oeste de la plaza. El presidente Mora ordenó que los desalojaran de ese lugar, para lo cual hubo incluso intentos de incendiarlo, en los cuales fue protagonista el héroe nacional de Costa Rica, Juan Santamaría. Considerando la resistencia del enemigo, el Estado Mayor de Costa Rica decidió pedir los refuerzos del teniente coronel Juan Alfaro Ruiz, que estaba en La Virgen, pero las principales vías de escape estaban bloqueadas por las fuerzas de Walker. La misión se encomendó al teniente Manuel María Gutiérrez, quien montó el caballo de lado para protegerse de las balas y concluyó con éxito la misión para pedir refuerzos, los cuales inclinaron las fuerzas a favor de Costa Rica y se consiguió el éxito en la batalla. Se le otorgó una medalla de reconocimiento por esos hechos.

## Muerte
Manuel María Gutiérrez murió en San José, el 25 de diciembre de 1887, a los 58 años. Fue declarado Benemérito de la Patria y Asociado Honorario de la Asociación de Compositores y autores musicales (ACAM). El Parque frente a la Iglesia de El Carmen de Heredia, donde se encuentra un busto en su memoria, lleva su nombre.

## Obras
Algunas de sus memorables obras son, además, del Himno Nacional de Costa Rica, el vals El Palacio (perdido), la marcha Santa Rosa (escrita durante la Campaña Nacional), la mazurca Regina (dedicada a su esposa), la marcha fúnebre Memorias de un amigo (en honor del héroe nacional José María Gutiérrez, familiar suyo que falleció en la Batalla de Santa Rosa), las marchas El artillero, La Costarricense, Resurrección, la diana “La Independencia, Los toques de Ordenanza del Ejército, y su última composición fue Plegaria, la cual realizó el día de la muerte de su primo tercero, el general Tomás Guardia Gutiérrez. Compuso en total unas 40 obras musicales.